# Следващите Единадесет
Групата на 11-те или Следващите Единадесет (известни също под съкращението N-11) са единадесет страни – Бангладеш, Египет, Индонезия, Иран, Мексико, Нигерия, Пакистан, Филипините, Турция, Южна Корея и Виетнам – идентифицирани и посочени заедно с държавите в BRICS в проучване на Инвестиционна банка Голдман Сакс и икономиста Джим о'Нийл да имат потенциал да заемат място сред най-големите световни икономики през 21 век. Банката се спира на тези държави на 12 декември 2005 г. на базата на обещаващите им перспективи за инвестиции и растеж. В края на 2011 г. БВП на четирите най-открояващи се страни в N-11 Мексико, Индонезия, Южна Корея и Турция възлиза на 73% от БВП на целия N-11.
Критериите, използвани от „Голдман Сакс“, са макроикономическа стабилност, политическа зрялост, отворена търговия и инвестиционна политика и качество на образованието. Текстът за N-11 е продължение на прогноза на банката от 2003 г. за четирите „БРИК“ икономики – Бразилия, Русия, Индия и Китай. 

## Страните в N-11

### Развити страни
- Южна Корея: напреднала икономика (според ЦРУ и МВФ), високодоходна икономика[3], много високо ниво на човешко развитие, развит пазар (DOW Jones индекс и индексът S&P),[4] демокрация, член на Парижкия клуб, член на г-20.

### Новоиндустриализиращи се страни
- Индонезия
- Иран
- Мексико
- Филипини
- Турция

### Развиващи се страни
- Бангладеш
- Египет
- Нигерия
- Пакистан
- Виетнам